# Chris Hedges
Christopher Lynn "Chris" Hedges (St. Johnsbury, Condado de Caledonia, Vermont, 18 de setembro de 1956) é um jornalista vencedor do Prêmio Pulitzer, ministro presbiteriano, escritor e apresentador de televisão estadunidense. Descreve-se como um socialista e admirador de Dorothy Day.
Por quase duas décadas foi correspondente na América Central, Oriente Médio (razão pela qual se tornou fluente em árabe), África e Bálcãs. Fez reportagens em mais de cinquenta países e trabalhou para  The Christian Science Monitor, National Public Radio eThe Dallas Morning News, além de ter sido  correspondente estrangeiro  do jornal The New York Times, por quinze anos (1990-2005), servindo como o Chefe do Escritório do Oriente Médio e Chefe do Escritório dos Balcãs do jornal, durante a guerra na ex-Iugoslávia.
Em 2002, recebeu o Prêmio Pulitzer de Reportagem Explicativa, pela cobertura sobre terrorismo, e o Prêmio Global da Anistia Internacional para Jornalismo de Direitos Humanos.
Lecionou nas universidades de   Columbia, Nova York, Toronto e Princeton.
Também participou de programas para levar a educação superior a detentos.
Em 2011, durante os protestos do Occupy Wall Street foi preso, em frente à sede da Goldman Sachs.
Em 2017, foi indicado entre os finalistas  do Annual Daytime Emmy Awards, na categoria  Outstanding Information Talk Show Host, por seu trabalho como apresentador de um programa de entrevistas semanais na Russia Today.

## Biografia

### Primeiros anos
Nasceu em St. Johnsbury (Vermont), filho de um reverendo presbiteriano. Cresceu na zona rural do Condado de Schoharie (Nova Iorque).
Seu pai lutou na Segunda Guerra Mundial, mas se opôs à participação norte-americana na Guerra do Vietnã, tendo inclusive levado a família para participar de manifestações contra o conflito. Seus pais também apoiaram o movimento pelos direitos civis e pelos direitos dos homossexuais.
Em 1975, se formou na Loomis Chaffee School, um internato particular em Windsor (Connecticut). Nessa instituição, fundou um jornal clandestino que foi proibido pela administração da escola.
Em 1979, se graduou em língua inglesa pela "Colgate University" em Hamilton (Nova Iorque).
Em 1983, recebeu o grau de "Master of Divinity" pela Harvard Divinity School em Cambridge (Massachusetts).
Quando era estudante, morou, por dois anos e meio, no bairro de Roxbury, o mais perigoso daquela cidade. Na época, fez parte da equipe de boxe da Associação Cristã de Moços em Boston.
Após concluir o segundo ano de estudos, foi para a Bolívia para aprender espanhol, nesse período residiu junto com padres católicos da Congregação Maryknoll. Depois foi para a Argentina, onde participou da cobertura da Guerra das Malvinas para a Rádio Pública Nacional de Buenos Aires.

### Repórter em conflitos armados
Após se formar na  Harvard Divinity School, atuou na cobertura jornalística de diversos conflitos armados pelo mundo:
- Nos primeiros cinco anos de sua carreira, cobriu a Guerra Civil de El Salvador;
- Esteve na Nicarágua, na época do conflito entre os sandinistas e os contras;
- Esteve em Jerusalém, durante a Primeira Intifada;
- Conviveu com guerrilheiros xiitas que combatiam o regime de Sadam Hussein no sudeste do Iraque;
- Conviveu com guerrilheiros curdos no norte do Iraque;
- Conviveu com guerrilheiros do Exército Popular de Libertação do Sudão, durante a Segunda Guerra Civil Sudanesa;
- Esteve na Argélia, durante a Guerra Civil (1991-2002);
- Cobriu a Guerra Civil do Iêmen de 1994;
- Esteve por seis semanas no Punjab (Índia), no auge do movimento separatista sikh;
- Em 1995, esteve em Saravejo (Bósnia).[15]

### Após 2005
Em dezembro de 2010, foi preso durante um protesto contra a presença norte americana no Afeganistão, em frente à Casa Branca (Washington, D.C.).
Em outubro de 2014, foi ordenado ministro da Igreja Presbiteriana, no Ministério de Testemunhas Sociais e Prisões na Segunda Igreja Presbiteriana Elizabeth (Nova Jérsia).
Em novembro de 2014, publicou um artigo para explicar porque ele e sua família se tornaram veganos.
Em abril de 2016, foi preso em um protesto em frente ao Capitólio (Washington, D.C.), eles protestava contra a captura do sistema político pelas corporações.

## Livros publicados
- War Is a Force That Gives Us Meaning (2002) - (A guerra é uma força que nos dá sentido), nessa obra procura abordar a sedução que a guerra causa nas sociedades humanas;[22][23]
- What Every Person Should Know About War (2003) - (O que cada pessoa deve saber sobre a guerra);
- Losing Moses on the Freeway: The 10 Commandments in America (2005) - (Perdendo Moisés na Autoestrada: Os 10 Mandamentos na América): Uma reflexão sobre os Dez Mandamentos e a vida moral nos Estados Unidos no início do século XXI;[24]
- American Fascists: The Christian Right and the War on America (2007): Esse livro descreve o fascismo cristão nos Estados Unidos;[25]
- I Don't Believe in Atheists (2008) - (Eu não acredito em ateístas): Essa obra contém uma crítica ao ateísmo militante, especialmente de Sam Harris e Christopher Hitchens, que também seria uma posição fundamentalista;[26][27]
- Collateral Damage: America's War Against Iraqi Civilians (Danos colaterais: a guerra dos Estados Unidos contra os civis iraquianos), em co-autoria com Laila Al-Arian (2008): Esse livro foi escrito a partir do testemunho de mais de 50 veteranos da Guerra do Iraque, iniciada pela invasão norte-americana em 2003;[28]
- When Atheism Becomes Religion: America's New Fundamentalists (2009) (Quando o ateísmo se torna religião: Novos Fundamentalistas da América): O autor faz uma crítica aos "novos ateus", liberados por Richard Dawkins, Christopher Hitchens e Sam Harris, que estariam criando uma nova forma de fundamentalismo que tenta permear a sociedade com ideias sobre a superioridade moral e a onipotência da razão humana. Desse modo, critica a mentalidade radical  contra a religião e a fé. Sustenta que aqueles que colocaram fé cega nas disciplinas moralmente neutras da razão e da ciência criam ídolos à sua própria imagem;[29]
- Empire of Illusion: The End of Literacy and the Triumph of Spectacle (2009) (Império da ilusão: o declínio da erudição e o triunfo do espetáculo): Existem duas realidades nos Estados Unidos, uma minoria vive em mundo letrado baseado na impressão que pode lidar com a complexidade e pode separar a ilusão da verdade, enquanto que a maioria está se retirando de um mundo baseado na realidade para um de falsa certeza e magia. Essa maioria despreza o cinema e o teatro sérios e também jornais e livros;[30][31][32][33][34]
- Death of the Liberal Class (2010) (A Morte do Progressismo): Segundo o autor os cinco pilares do Progressismo nos Estados Unidos, seriam: a imprensa, as instituições religiosas progressistas, os sindicatos, as universidades e o Partido Democrata; e o Progressismo teria fracassado em enfrentar a ascensão do estado corporativo e as consequências de um liberalismo que se tornou profundamente falido; Quando o Progressismo perde seu papel social e político, o delicado tecido de uma democracia se desfaz e o Progressismo, junto com os valores progressistas, torna-se objeto de ridicularização e de ódio;[35][36][37][38]
- The World As It Is: Dispatches on the Myth of Human Progress (O mundo como ele é: considerações sobre o mito do progresso humano) (2010): Contém uma coletânea de artigos recentes publicados pelo autor, agrupados em tópicos, tais como: "Política", "Israel e Palestina, "O Oriente Médio", "A Decadência do Império";[39][40][41]
- Days of Destruction, Days of Revolt (2012) (ilustrado por Joe Sacco) - (Dias de Destruição, Dias de Revolta): Retrata histórias trágicas baseadas em entrevistas em cinco cidades diferentes dos Estados Unidos (Pine Ridge (Dacota do Sul); Camden (Nova Jérsei); Welch (Virgínia Ocidental); e Immokalee (Flórida)), onde os seres humanos e o mundo natural foram usados e depois descartados para maximizar o lucro;[42][43][44][45][46][47]
- Wages of Rebellion: The Moral Imperative of Revolt (2015): Na visão do autor, os Estados Unidos são um país no qual as elites políticas e corporativas têm o poder, e os americanos reprimidos e cada vez mais empobrecidos teriam um “imperativo moral” de se revoltar contra essa estrutura totalitária corrupta;[48][49][50][51][52]
- Unspeakable (2016) (Indizível): Escrito a partir de uma entrevista concedida por Chris Hedges à David Talbot, na qual foram abordados os "assuntos mais proibidos nos Estados Unidos";[53][54][55]
- America: The Farewell Tour (2018) (Estados Unidos: Viagem de Despedida): O autor sustenta que o estado corporativo que preside este sistema econômico capitalista destrutivo é implacável e “Pratica apenas a política de vingança. Usa coerção, medo, violência, terror policial e encarceramento em massa como formas de controle social, enquanto canibaliza a nação e o globo em busca de lucros”. O livro tem capítulos como: Deterioração, Heroína, Trabalho, Sadismo, Ódio, Jogo e Liberdade. O foco do livro é um mergulho profundo nas patologias de autoaniquilação. Segundo o autor, essas patologias surgem da destruição dos laços sociais que dão sentido, dignidade, status, um sentido de lugar, estabilidade e propósito. Sustenta que as sociedades que perdem a capacidade de separar a ilusão da realidade morrem.[56][57][58][59][60][61][62]